# Richard Schmidt (escrime)
Pour les articles homonymes, voir Richard Schmidt (homonymie) et Schmidt.
Richard Schmidt, né le 10 juillet 1992, est un escrimeur allemand pratiquant l'épée.

## Carrière
Bien que n'ayant jamais atteint le top 100 du classement mondial, il se qualifie pour les demi-finales du championnat du monde 2017 en individuel, s'assurant une médaille. Il est alors classé 135e. Durant son parcours, Schmidt profite de la compétition disputée à domicile, et bénéficie de la faillite des principaux favoris de sa partie de tableau : Park Sang-young, le champion olympique en titre, Kweon Young-jun et Max Heinzer et s'assure une médaille sans affronter de membre du top 16.
Lors de la saison suivante, il bénéficie d'un parcours similaire durant les championnats d'Europe, échappant aux principales menaces pour 
le titre avec pour adversaire le mieux classé, jusqu'au stade des demi-finales, l'Ukrainien Volodymyr Stankevych, 28e mondial. Il échoue en demi-finale, après avoir tenté de mener l'assaut dans un style très offensif contre un autre tireur offensif, le champion en titre Yannick Borel (10-15).

## Palmarès
- Championnats du monde d'escrime
  -  Médaille de bronze aux championnats du monde d'escrime 2017 à Leipzig

- Championnats d'Europe d'escrime
  -  Médaille de bronze aux championnats d'Europe d'escrime 2018 à Novi Sad

- Championnats d'Allemagne
  -  Champion d'Allemagne individuel en 2016
  -  Champion d'Allemagne par équipes avec le Fechtclub Tauberbischofsheim en 2012

## Classement en fin de saison
| Année | 2009 | 2010 | 2011 | 2012 | 2013 | 2014 | 2015 | 2016 | 2017 | 2018 |
| ----- | ---- | ---- | ---- | ---- | ---- | ---- | ---- | ---- | ---- | ---- |
| Rang  | 368  | NC   | 752  | 716  | 101  | 141  | 195  | 818  | 26   | 20   |